# Unser Kosmos: Die Reise geht weiter

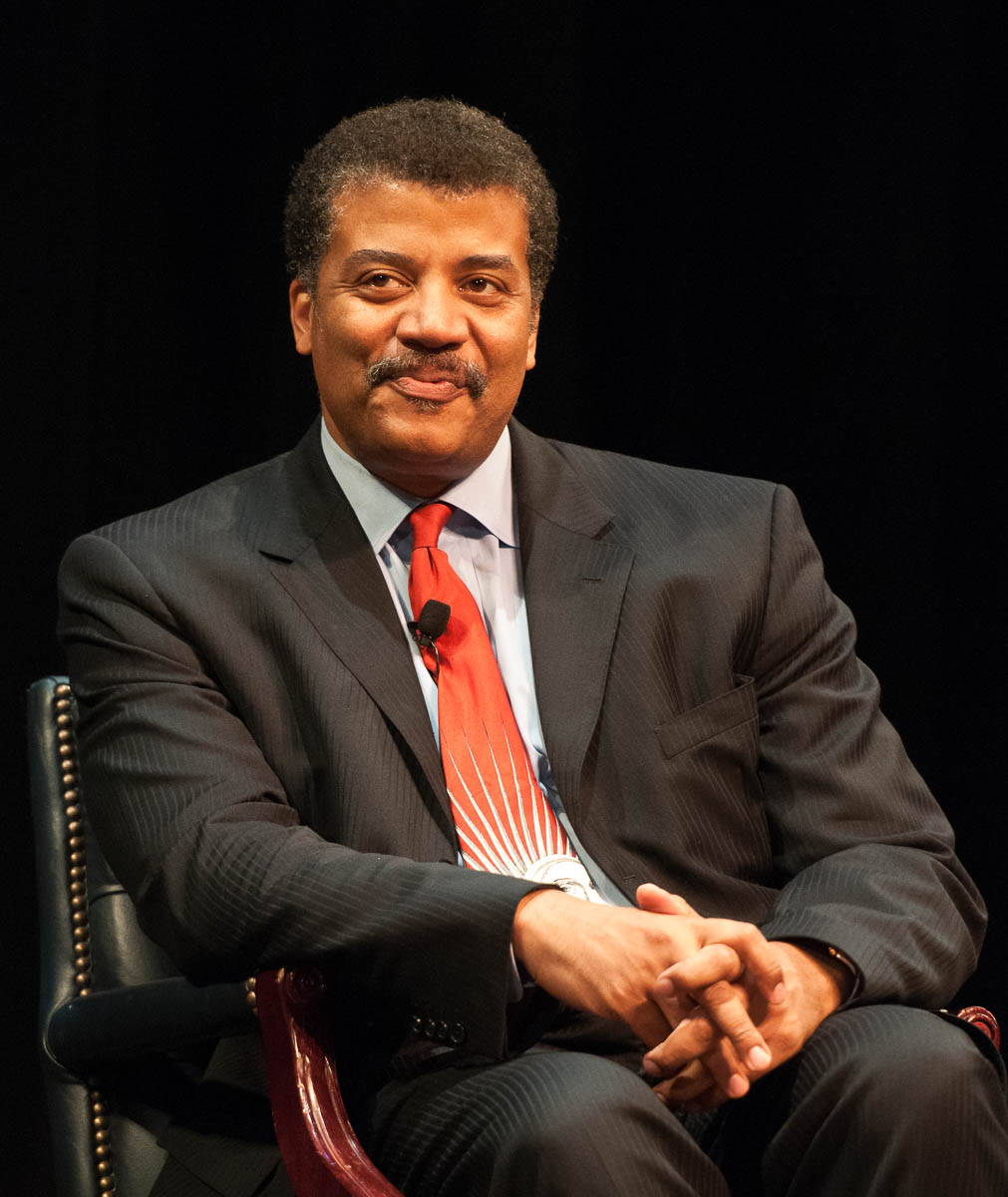
Neil deGrasse Tyson, der Moderator der Sendung

Unser Kosmos: Die Reise geht weiter (Originaltitel: Cosmos: A Spacetime Odyssey) ist eine US-amerikanische Fernseh-Dokumentationsreihe. Sie wird von Neil deGrasse Tyson präsentiert und ist eine Neuauflage von Unser Kosmos aus dem Jahr 1980, die von Carl Sagan moderiert wurde. Als Executive Producer fungierten Seth MacFarlane, Brannon Braga, Mitchell Cannold und die Witwe von Carl Sagan, Ann Druyan. Die Erstausstrahlung in den USA fand am 9. März 2014 zeitgleich auf insgesamt zehn Sendern von 21st Century Fox statt. Die restlichen Episoden wurden von Fox gesendet und am Folgetag auf dem National Geographic Channel mit weiterem Material wiederholt. In Deutschland begann der National Geographic Channel die Ausstrahlung am 10. März 2014. Am 15. März 2020 begann die Ausstrahlung der dreizehnteiligen zweiten Staffel.

## Hintergrund
Die ursprüngliche Sendung Unser Kosmos wurde von September bis Dezember 1980 in den USA auf PBS ausgestrahlt und von Carl Sagan präsentiert. Seit der Ausstrahlung wurde die Sendung immer wieder als herausragendes Beispiel für Wissenschaftsfernsehen genannt. David Itzkoff bezeichnete die Ausstrahlung in der New York Times als „Durchbruch“. Die Fernsehserie wurde von mehr als 400 Millionen Zuschauern in 60 Nationen gesehen.
Nach Sagans Tod im Jahre 1996 versuchte seine Witwe Ann Druyan zusammen mit dem Produzenten Steven Soter und dem Astrophysiker Neil deGrasse Tyson eine neue Version der Fernsehserie zu verwirklichen. Sie versuchten, mit der Fernsehserie eine breite Masse anzusprechen, nicht nur Menschen, die schon wissenschaftsinteressiert waren. Die Umsetzung scheiterte zunächst an der Ablehnung mehrerer Fernsehsender, die kein breites Publikumsinteresse an einer solchen Fernsehserie erwarteten.

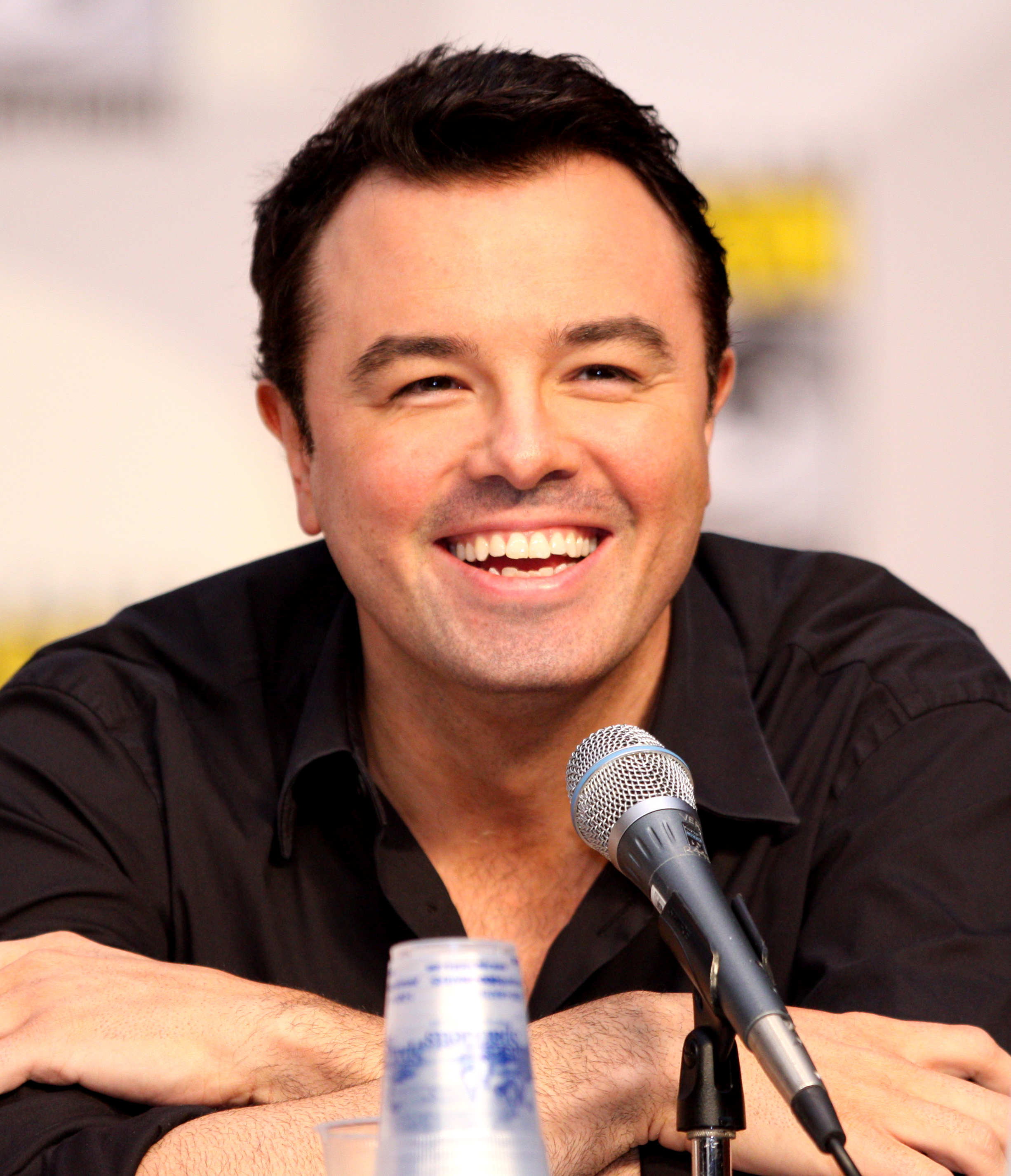
Produzent Seth MacFarlane

Seth MacFarlane traf Druyan 2008 durch Vermittlung von Tyson bei einer Veranstaltung der National Academy of Sciences. Ein Jahr später trafen Tyson und MacFarlane wieder zusammen und sprachen über Tysons Pläne für eine Neuauflage von Unser Kosmos. MacFarlane, ein großer Fan der alten Fernsehserie, konnte durch seine bisherige Arbeit für Fox ein Treffen zwischen Druyan und den Programmchefs von Fox, Peter Rice und Kevin Reilly, vermitteln und so schließlich grünes Licht für die Neuauflage erhalten.

## Episodenliste
| Nr. | Deutscher Titel                                                                  | Originaltitel                            | Erstausstrahlung USA | Deutschsprachige Erstausstrahlung (D) | Regie         | Drehbuch                                   |
| --- | -------------------------------------------------------------------------------- | ---------------------------------------- | -------------------- | ------------------------------------- | ------------- | ------------------------------------------ |
| 1 | Neues aus der Milchstraße                                                        | Standing Up in the Milky Way             | 9. März 2014         | 10. März 2014                         | Brannon Braga | Ann Druyan & Steven Soter                  |
| Die Episode beginnt in der Fernsehfassung von Fox mit einer kurzen Botschaft von US-Präsident Barack Obama. Neil deGrasse Tyson führt den Zuschauer auf eine Rundreise durchs Sonnensystem und weiter durch das bekannte Universum. Es werden die Bestandteile der „kosmischen“ Adresse der Erde im Virgo-Superhaufen erläutert. In einer animierten Sequenz wird das Leben des italienischen Astronomen Giordano Bruno und seiner Theorie des grenzenlosen Weltalls umrissen. Tyson stellt dann den kosmischen Kalender vor, vom Urknall bis zur heutigen Zeit. Die Episode endet mit einer Erzählung Tysons, wie er als 17-Jähriger Carl Sagan traf und wie sehr ihn diese Begegnung beeinflusst hat. |                                                                                  |                                          |                      |                                       |               |                                            |
| 2 | Der Fluss des Lebens                                                             | Some of the Things That Molecules Do     | 16. März 2014        | 17. März 2014                         | Bill Pope     | Ann Druyan & Steven Soter                  |
| Zu Beginn der Episode erklärt Tyson, wie mittels Zucht der Wolf zum Hund wurde. Im Anschluss daran erklärt er das Prinzip der natürlichen Selektion am Beispiel des Eisbären. Er erläutert den evolutionären Stammbaum und die Evolution des Auges. Danach widmet sich Tyson dem Thema des Massenaussterbens und wie einige sehr widerstandsfähige Arten dies überstanden, als besonderes Beispiel wird das Bärtierchen vorgestellt. Nach dem Leben auf der Erde besucht Tyson den Titan und geht auf die Entstehung des Lebens und die Möglichkeiten außerirdischen Lebens ein. Zum Abschluss der Episode wird eine Animation aus der Original-Fernsehserie gezeigt, die die Evolution vom Einzeller zum Menschen darstellt. |                                                                                  |                                          |                      |                                       |               |                                            |
| 3 | Wenn Wissen über Angst siegt                                                     | When Knowledge Conquered Fear            | 23. März 2014        | 24. März 2014                         | Brannon Braga | Ann Druyan & Steven Soter                  |
| Zu Beginn der Episode erklärt Tyson, wie die Mustererkennung des Menschen zur Entstehung von Astrologie und Astronomie führte und somit die Vorhersage der Jahreszeiten ermöglichte. Es wird erläutert, dass das Erscheinen eines Kometen in vielen Kulturen als schlechtes Omen gedeutet wurde. Danach wird der Niederländer Jan Oort vorgestellt, der mit der Oort’schen Wolke die Quelle der Kometen postulierte. Die Episode beleuchtet danach die Zusammenarbeit zwischen Edmund Halley und Isaac Newton in Cambridge. Die Zusammenarbeit führte schließlich zur Veröffentlichung von Newtons Philosophiae Naturalis Principia Mathematica, dem ersten großen Werk, das die Gesetze der Physik in mathematischen Ausdrücken formulierte und somit die gängige Vorstellung, dass Gott die Umlaufbahnen der Planeten geplant und umgesetzt habe, in Frage stellt. Die Veröffentlichung konnte dank Halleys Hilfe trotz der Plagirismusvorwürfe von Robert Hooke und der finanziellen Schwierigkeiten der Londoner Royal Society of London geschehen. Tyson erklärt, wie Newtons Arbeit viele Aspekte des Lebens beeinflusste, inklusive des modernen Raumflugs. Tyson beschreibt danach die weiteren Entdeckungen Halleys, darunter die Entfernung der Erde von der Sonne, die Bewegung der Sterne sowie die Vorhersage der Umlaufbahn des, damals unbenannten, Halleyschen Kometen mithilfe der newtonschen Gesetze. Die Episode endet mit einer Animation der Kollision der Milchstraße mit der Andromedagalaxie. |                                                                                  |                                          |                      |                                       |               |                                            |
| 4 | Ein Himmel voller Geister                                                        | A Sky Full of Ghosts                     | 30. März 2014        | 31. März 2014                         | Brannon Braga | Ann Druyan & Steven Soter                  |
| Tyson beginnt die Episode mit der Lichtgeschwindigkeit und der Tatsache, dass das Licht der Sterne teilweise einige Milliarden Jahre zu uns unterwegs ist. Er erklärt weiterhin, wie aus den Beobachtungen des Lichtes Rückschlüsse auf den Urknall und das Alter des Universums gezogen werden können. Danach geht Tyson auf die Arbeit von Isaac Newton, William Herschel und James Clerk Maxwell ein und erklärt, wie diese zum Verständnis von elektromagnetischen Wellen und Gravitationskraft beigetragen haben. Er erläutert, wie diese Arbeiten schließlich zu Einsteins Relativitätstheorie führten und zur Erkenntnis, dass die Lichtgeschwindigkeit eine fundamentale Konstante des Universums ist und dass die Gravitation als eine Verformung der Raumzeit gesehen werden kann. Tyson beschreibt das Konzept der Dunklen Sterne von John Michell, die nicht sichtbar sind, aber über andere Sterne, die in ihrem Gravitationstrichter gefangen sind, nachweisbar sind. Diese Idee brachte Herschel auf die Entdeckung der Doppelsterne. Tyson erklärt dann das Konzept der Schwarzen Löcher, deren Schwerkraft so groß ist, dass sie sogar das Licht anziehen. Er erläutert deren Entdeckung mittels Röntgenstrahlung von Objekten wie Cygnus X-1. Tyson erkundet dann mit dem Schiff der Vorstellung den Ereignishorizont eines Schwarzen Loches und erklärt die Verzerrung der Raumzeit und die Zeitdilatation, die dabei auftritt. Er spekuliert über die Möglichkeit, dass Wurmlöcher zum Reisen im Universum oder sogar zu Zeitreisen benutzt werden könnten. Tyson beendet die Episode mit Herschels Sohn John, der die Arbeit seines Vaters fortsetzte und einen Sternenkatalog erstellte (General Catalogue of Nebulae and Clusters), auch widmete sich John der Fotografie. In den animierten Sequenzen, die William und John Herschel zeigen, lieh Patrick Stewart William seine Stimme. |                                                                                  |                                          |                      |                                       |               |                                            |
| 5 | Verborgen im Licht                                                               | Hiding in the Light                      | 6. Apr. 2014         | 7. Apr. 2014                          | Bill Pope     | Ann Druyan & Steven Soter                  |
| Die Episode widmet sich der Wellenform des Lichtes; die Erforschung des Lichtes spielte eine wichtige Rolle im wissenschaftlichen Fortschritt, beginnend bei den Experimenten mit der Camera obscura vor 2000 Jahren durch den chinesischen Philosophen Mozi. Tyson beschreibt auch die Arbeit des arabischen Wissenschaftlers Alhazen aus dem 11. Jahrhundert, der als Erstes an der Natur des Lichtes forschte, was zum Konzept des Teleskopes führte. Er war außerdem einer der ersten Wissenschaftler, der eine systematische induktiv-experimentelle Arbeitsweise anwandte. Tyson stellt dann die Arbeiten von Isaac Newton vor, der mittels Beugung durch Prismen zeigte, dass das sichtbare Licht aus dem Lichtspektrum zusammengesetzt ist. William Herschel stellte im 19. Jahrhundert fest, dass das sichtbare Licht auch einen Infrarot-Anteil besitzt. Joseph von Fraunhofer beobachtete später Lücken im Spektrum des Lichtes. Später stellte man fest, dass diese Fraunhoferlinien durch Resonanzabsorption der Gase in der Sonnen-Photosphäre entstehen. Dies ist die Grundlage der Astrospektroskopie, die es Wissenschaftlern ermöglicht, durch Analyse der Spektrallinien Rückschlüsse auf die Zusammensetzung von Sternen, Planetenatmosphären und anderen Objekten zu ziehen. Die Spektroskopie erlaubt durch den Dopplereffekt auch Rückschlüsse auf die Expansion des Universums und die Existenz der Dunklen Materie. |                                                                                  |                                          |                      |                                       |               |                                            |
| 6 | Die Botschaft des Lebens                                                         | Deeper, Deeper, Deeper Still             | 13. Apr. 2014        | 14. Apr. 2014                         | Bill Pope     | Ann Druyan & Steven Soter                  |
| Diese Episode widmet sich dem Kosmos auf mikroskopischen und atomaren Größenordnungen. Tyson beschreibt einige Mikroorganismen, die in einem Tautropfen leben, er stellt hier Pantoffeltierchen und Bärtierchen vor. Danach wird die Photosynthese erklärt, mit deren Hilfe Pflanzen mit chemischen Reaktionen in ihren Chloroplasten aus Sonnenlicht und Kohlenstoffdioxid in Sauerstoff und Zucker umwandeln. Tyson geht dann auf die Evolution der Pflanzen ein, er erklärt, dass Blüten erst vor 100 Millionen Jahren auftraten. Es wird auf Darwins Theorie der Evolution eingegangen und erklärt, wie Darwin von der Existenz der Orchidee Angraecum sesquipedale die Existenz des Schmetterlings Xanthopan morganii vorhersagte, der auch 1903 entdeckt wurde. Danach wird der Geruchssinn des Menschen beleuchtet und erklärt, warum bestimmte Gerüche deutliche Erinnerungen wecken können. In einer animierten Sequenz wird gezeigt, wie der griechische Philosoph Thales von Milet und später Demokrit postulierten, dass alle Materie aus einer Kombination von Atomen besteht. Tyson geht dann auf die Eigenschaften des Kohlenstoffatoms ein, dessen besondere Eigenschaften es zum Grundstein allen Lebens machen. Dann werden der grundlegende Aufbau eines Atoms erklärt sowie die Fusion, die im Inneren eines Sterns stattfindet. Diese Prozesse in den Sternen erzeugen Neutrinos. Tyson erklärt, wie diese Teilchen, die Materie ohne Probleme durchqueren, nachgewiesen werden können. Dazu stellt er den unterirdischen Neutrinodetektor Super-Kamiokande in Japan vor. Mit diesem wurden die Neutrinos der Supernova SN 1987A in den magellanischen Wolken noch vor dem Licht des Ereignisses empfangen, da Neutrinos durch die Materie des Sterns nicht beeinflusst werden. Tyson vergleicht dann die Vorhersage der Existenz von Neutrinos durch Wolfgang Pauli mit Darwins Vorhersage der Existenz des Xanthopan-morganii-Schmetterlings. |                                                                                  |                                          |                      |                                       |               |                                            |
| 7 | Die Geburt der Elemente                                                          | The Clean Room                           | 20. Apr. 2014        | 21. Apr. 2014                         | Brannon Braga | Ann Druyan & Steven Soter                  |
| Die Episode widmet sich der Bestimmung des Alters der Erde Mitte des 20. Jahrhunderts unter anderem durch die Arbeiten von Clair Patterson. Tyson erklärt zunächst, wie die Erde und die anderen Planeten durch die Verklumpung von Materie um die neu entstandene Sonne entstanden. Um das Alter von Gesteinsformationen zu bestimmen, nutzen Geologen die verschiedenen Gesteinsschichten, dies funktioniert jedoch nur für Schichten, die lediglich einige Millionen Jahre alt sind. Um das Alter der Erde zu bestimmen, nutzen Wissenschaftler die Überreste von Meteoreinschlägen, zum Beispiel dem Barringer-Krater in Arizona, da die Meteore des Asteroidengürtels zur selben Zeit entstanden wie die Erde. Tyson erläutert die Arbeiten, die Patterson für Harrison Brown durchführte. Er sollte die Menge an Blei in den Zirkon-Partikeln des Barringer-Kraters bestimmen, während George Tilton die Menge des enthaltenen Urans bestimmte. Durch die Kenntnis der Zerfallsreihe von Uran zu Blei könnte so auf das Alter der Erde geschlossen werden. Patterson stelle jedoch fest, dass seine Proben durch Blei in der Umwelt verunreinigt wurden und eine genaue Bestimmung daher nicht möglich war. Er konstruierte daraufhin den ersten Reinraum. Mit diesen sauberen Ergebnissen konnte daraufhin das Alter der Erde mit 4,5 Milliarden Jahren bestimmt werden. Tyson erläutert danach, dass Pattersons Experimente ihn schließlich dazu führten, die Quelle der Verunreinigungen zu untersuchen. Es wird erklärt, dass Blei von Natur aus an der Erdoberfläche nicht vorkommt, es aber schon von den Römern durch Bergbau gewonnen wurde. Blei ist außerdem für Menschen schwer toxisch. Patterson untersuchte die Mengen an Blei in der Umwelt, er nahm Proben aus den Ozeanen und aus den Gletschern der Antarktis. Er stellte fest, dass die Blei-Verschmutzung erst recht neuen Ursprungs ist. Er erkannte, dass die Blei-Verschmutzung durch den Zusatz Tetraethylblei in verbleitem Benzin hervorgerufen wurde. Patterson setzte sich, gegen den Widerstand der Industrie, dafür ein, den Kraftstoffzusatz zu verbieten. Clair Patterson wird in den animierten Sequenzen von Richard Gere gesprochen. |                                                                                  |                                          |                      |                                       |               |                                            |
| 8 | Die Schwestern der Sonne                                                         | Sisters of the Sun                       | 27. Apr. 2014        | 28. Apr. 2014                         | Brannon Braga | Ann Druyan & Steven Soter                  |
| Zu Beginn der Episode werden die Sternbilder vor dem Hintergrund erklärt, dass die Menschen aller Kulturen in den Sternen Bilder erkennen. Anhand der Plejaden werden einige der Geschichten erzählt, darunter eine Legende des Kiowa, in der die Plejaden zusammen mit dem Devils Tower entstanden. Die Episode widmet sich dann den Forschungen von Cecilia Payne und Annie Jump Cannon, die in dem Team von Edward Charles Pickering Sterne nach den Spektrallinien katalogisierten. Anhand der Linien ordnete Cannon die Sterne in die sieben Spektralklassen ein. Payne schloss anhand der Linien auf die Zusammensetzung der Sterne und schrieb darüber ihre Dissertation, die jedoch von Henry Norris Russell als „almost certainly not real“ abgelehnt wurde. 1929 erkannte Russel seinen Fehler und bestätigte Cecilia Paynes Entdeckung. Die Episode erklärt dann die Lebenszyklen und den inneren Aufbau der Sterne. Tyson erklärt die Zukunft unserer Sonne, die erst zu einem Roten Riesen, der Merkur, Venus und eventuell die Erde erfasst, und dann zu einem Weißen Zwerg wird. Danach wird das Doppelsternsystem Sirius erläutert; Tyson zeigt, wie Material von einem der beiden Sterne zum anderen wandert. Anhand von Rigel wird danach die Entstehung einer Supernova erklärt, die nur noch einen Pulsar zurücklässt. Noch größere Sterne wie Alnilam im Sternbild Orion hinterlassen bei einer Supernova ein Schwarzes Loch. Als Letztes wird die Möglichkeit erläutert, dass Eta Carinae, der zu den Leuchtkräftigen Blauen Veränderlichen im Carinanebel gehört, in naher Zukunft zu einer Hypernova wird. In den animierten Sequenzen wurde Cecilia Payne von Kirsten Dunst und Annie Jump Cannon von Marlee Matlin gesprochen. |                                                                                  |                                          |                      |                                       |               |                                            |
| 9 | Verlorene Welten                                                                 | The Lost Worlds of Planet Earth          | 4. Mai 2014          | 5. Mai 2014                           | Brannon Braga | Ann Druyan & Steven Soter                  |
| Die Episode beleuchtet die Paläogeographie der Erde und deren Einfluss auf die Entwicklung des Lebens. Als Erstes beschreibt Tyson die Entstehung der Lignin-reichen Bäume des Karbons vor etwa 300 Millionen Jahren. Er erklärt, dass diese Pflanzen von den damaligen Lebewesen nicht zersetzt werden konnten und so eine Schicht Kohle entstand. 50 Millionen Jahre später wurde diese Schicht durch Vulkanismus im heutigen Sibirien entzündet, dadurch wurden große Mengen an Kohlenstoffdioxid freigesetzt, was zu einer Klimaveränderung führte. Dies wird als einer der Auslöser des Massenaussterbens zur Perm-Trias-Grenze angenommen, bei dem etwa 90 % der Arten ausstarben. Tyson erklärt dann die Plattentektonik und wie diese die Oberfläche der Erde verändert. Es wird der Wissenschaftler Abraham Ortelius mit der Hypothese vorgestellt, dass die Landmassen in der Vergangenheit verbunden waren. Die Idee Alfred Wegeners von einem Superkontinent Pangaea wird erläutert. Es wird erklärt, wie die Entdeckung des Mittelatlantischen Rückens durch Bruce C. Heezen und Marie Tharp die Theorie der Plattentektonik stützte. Tyson erläutert, wie sich die Platten der Erdkruste durch die Hitze des Erdkerns auf diesem bewegen. Danach wird auf das Massensterben der Kreide-Tertiär-Grenze eingegangen. Tyson erklärt, dass dies durch einen Meteoriteneinschlag ausgelöst wurde. Durch das Aussterben der Dinosaurier konnten kleine Säugetiere die bestimmende Art auf der Erde werden. Danach werden einige jüngere geologische Ereignisse erklärt, darunter die Entstehung des Mittelmeers durch Bruch des natürlichen Damms in der Straße von Gibraltar sowie die Formierung des Isthmus von Panama, der die Verbindung von Pazifik und Atlantik unterbrach und so Änderungen des Klimas herbeiführte. Durch diese Veränderung wandelte sich Afrika von einer fruchtbaren Graslandschaft in eine trockene Steppe. Tyson erklärt weiterhin, wie der kleine gravitative Einfluss der anderen Planeten des Sonnensystems Auswirkungen auf die Erde haben und so verschiedene Eiszeiten auslösten, die wiederum Einfluss auf das nomadische Leben der frühen Menschen hatten. Die Episode endet mit einem Ausblick auf die zukünftigen Veränderungen der Landmassen und die Entstehung eines neuen Superkontinents. |                                                                                  |                                          |                      |                                       |               |                                            |
| 10 | Die Ursprünge der Elektrizität                                                   | The Electric Boy                         | 11. Mai 2014         | 12. Mai 2014                          | Bill Pope     | Ann Druyan & Steven Soter                  |
| Diese Episode behandelt das Thema des Elektromagnetismus und der Erforschung desselben durch Michael Faraday. Tyson erklärt, dass die Idee einer weiteren Kraft, ähnlich der Gravitation, bereits von Isaac Newton postuliert worden sei. Danach widmet sich Tyson dem Lebenslauf von Faraday, der einfachen Verhältnissen entstammte und nach dem Studium von Büchern und Vorlesungen von Humphry Davy am Royal Institution of Great Britain sein Interesse an der Elektrizität entdeckte. Davy stellte Faraday schließlich aufgrund seiner umfangreichen Notizen zu dem Thema als Sekretär und Labor-Assistenten ein. Nachdem Davy zusammen mit dem Chemiker William Hyde Wollaston vergeblich versucht hatte, die Entdeckungen von Hans Christian Ørsted weiterzuentwickeln und mithilfe von Elektrizität Bewegung zu erzeugen, schaffte es Faraday, den ersten elektrischen Motor zu entwerfen. Davy, verbittert, dass nicht ihm die Entdeckung gelungen war, beauftragte Faraday mit der Verbesserung der Qualität von optischem Glas. Faraday ließ sich davon jedoch nicht von seiner Arbeit abhalten und etablierte zudem die Weihnachtsvorlesungen an der Royal Institution. Nach Davys Tod widmete sich Faraday wieder ausschließlich dem Elektromagnetismus und entwickelte den ersten Generator. Trotz fortschreitender Konzentrationsschwierigkeiten setzte Faraday seine Arbeiten fort und schloss, dass Magnetismus und Elektrizität durch ein gemeinsames Feld verbunden seien. Er vermutete, dass das Licht ebenfalls mit diesem Feld verbunden wäre. Mithilfe von Glasproben (ein Dielektrikum), die Davy ihn anfertigen ließ, entdeckte Faraday, dass er mithilfe eines Magnetfeldes die Polarisation von Licht ändern konnte. Dies ist heute als „Faraday-Effekt“ bekannt. Faraday postulierte, dass dieses Feld den gesamten Planeten umspannt – heute als Erdmagnetfeld bekannt. Faradays Arbeiten wurden von der Wissenschaft zunächst abgelehnt, da ihm die mathematische Bildung fehlte, um seine Theorien präzise zu formulieren. James Clerk Maxwell überarbeitete später Faradays Arbeiten und fügte sie zu den Maxwell-Gleichungen zusammen. |                                                                                  |                                          |                      |                                       |               |                                            |
| 11 | Streben nach Unsterblichkeit                                                     | The Immortals                            | 18. Mai 2014         | 19. Mai 2014                          | Brannon Braga | Ann Druyan & Steven Soter                  |
| In dieser Episode geht es um die Möglichkeiten, wie sich das Leben und die Kenntnis von intelligentem Leben im All ausbreiten könnten. Der Film beginnt mit den ersten Schritten der Menschheit, ihre Geschichte zukünftigen Generationen zu vermitteln. In Mesopotamien vor 5000 Jahren wurden Geschichten auf Keilschrifttafeln festgehalten. Die akkadische Priesterin und Tochter König Sargons En-hedu-anna unterschrieb ihre Texte zum ersten Mal in der Menschheitsgeschichte mit ihrem Namen. Im Gilgamesch-Epos taucht die Legende der Sintflut und der rettenden Arche erstmals auf und findet in der Bibel ihre Verbreitung. Von diesen Beispielen Jahrtausende überdauernder Geschichten führt der Film zu Überlieferungen, die noch viel länger bestehen: der genetische Code des irdischen Lebens. DeGrasse Tyson behandelt am Beispiel des Nakhla-Meteoriten vom Mars die Möglichkeit, dass Gesteine und mit ihnen möglicherweise auch Lebenskeime zwischen den Planeten des Sonnensystems ausgetauscht werden und so zur Verbreitung des Lebens im Kosmos führen (Panspermie-Hypothese). Der zweite Teil der Episode widmet sich der Frage, wie wir unsere Existenz im Geschichtsbuch des Kosmos verewigen können. Funkwellen haben Informationen über uns schon einige dutzend Lichtjahre weit ins All verbreitet. Wir suchen nach Signalen aus dem All (SETI). Aber warum haben wir noch keine entdeckt? Wie lang lebt eine Zivilisation? Die Reiche der Akkader, Sumerer, Mayas sind untergegangen. Wird die Menschheit durch Katastrophen wie Klimawandel, Supervulkane, Meteoriteneinschläge, Pandemien oder Supernovae vorzeitig untergehen? Der Film endet mit einer optimistischen Vision: Die Menschheit kann mit Hilfe der eigenen Intelligenz überleben. Im kosmischen Kalender für die kommenden 14 Milliarden Jahre überwinden wir Probleme wie Klimawandel und Ressourcenverknappung und besiedeln danach den Kosmos. |                                                                                  |                                          |                      |                                       |               |                                            |
| 12 | Zukunft der Erde                                                                 | The World Set Free                       | 1. Juni 2014         | 26. Mai 2014                          | Brannon Braga | Ann Druyan & Steven Soter                  |
| Ein Besuch auf Venus zeigt den extremen Treibhauseffekt des Planeten wegen der kohlenstoffdioxidreichen Atmosphäre. Im Gegensatz dazu ist das meiste Kohlenstoffdioxid der Erde gespeichert in Gestein und Eis. Der Klimawandel trägt dazu bei, dass das gebundene Kohlenstoffdioxid freigesetzt wird. Das wiederum kann den Temperaturanstieg noch mehr verstärken. Alternative Energiequellen wurden schon im 19. Jahrhundert vorgestellt, konnten sich jedoch gegen billig verfügbares Öl nicht durchsetzen. Die Episode zeigt, wie die Menschheit aus einer Reihe von Überlebenskünstlern hervorging. DeGrasse Tyson gibt Hoffnung und appelliert an den Willen des Zuschauers zur Veränderung. |                                                                                  |                                          |                      |                                       |               |                                            |
| 13 | Die Unendlichkeit des Seins                                                      | Unafraid of the Dark                     | 8. Juni 2014         | 2. Juni 2014                          | Ann Druyan    | Ann Druyan & Steven Soter                  |
| Die Episode behandelt bestehendes Wissen und den Umgang mit neuen Mysterien. Die Einführung erzählt von der großen Bibliothek von Alexandria und deren Zerstörung. Anschließend erklärt deGrasse Tyson die Entdeckung von kosmischer Strahlung, sowie Dunkler Energie, und die Voyager-Mission. DeGrasse Tyson erklärt, wie wir mit Hilfe der Wissenschaft zu einem bescheideneren, aber vollständigen Verständnis des Universums kommen können. |                                                                                  |                                          |                      |                                       |               |                                            |
| 14 | Auf zu den Sternen (Eine Leiter zu den Sternen)                                  | Ladder to the Stars                      | 9. März 2020         | 15. März 2020                         | Brannon Braga | Ann Druyan                                 |
| - |                                                                                  |                                          |                      |                                       |               |                                            |
| 15 | Flüchtige Gnade der Lebenszone (Die flüchtige Gnade der habitablen Zone)         | The Fleeting Grace of the Habitable Zone | 9. März 2020         | 22. März 2020                         | Ann Druyan    | Ann Druyan & Brannon Braga                 |
| Weil die Sonne sich in einigen Jahrmilliarden zu einem roten Riesen entwickeln wird und dadurch die Temperaturen auf der Erde ein Leben auf ihr unmöglich machen werden, müssen nachfolgende Generationen eine neue Heimat auf einem anderen Planeten suchen. |                                                                                  |                                          |                      |                                       |               |                                            |
| 16 | Neue Visionen des Ursprungs (Verlorene Stadt des Lebens)                         | Lost City of Life                        | 16. März 2020        | 29. März 2020                         | Brannon Braga | Ann Druyan & Brannon Braga                 |
| - |                                                                                  |                                          |                      |                                       |               |                                            |
| 17 | Ein genetischer Schatz (Vavilov)                                                 | Vavilov                                  | 16. März 2020        | 5. Apr. 2020                          | Ann Druyan    | Ann Druyan & Brannon Braga                 |
| Die Episode erzählt die Geschichte des russischen Genetikers Nikolai Iwanowitsch Wawilow. |                                                                                  |                                          |                      |                                       |               |                                            |
| 18 | Die Entwicklung des Bewusstseins (Kosmisches Konnektom)                          | The Cosmic Connectome                    | 23. März 2020        | 12. Apr. 2020                         | Ann Druyan    | Ann Druyan & Brannon Braga                 |
| Im Zentrum dieser Folge stehen die Begriffe Erkenntnis und Bewusstsein. Es wird eine Geschichte des menschlichen Denkens von der Antike bis zu heutigen Erkenntnissen über das Universum als Ganzem erzählt. |                                                                                  |                                          |                      |                                       |               |                                            |
| 19 | Der Traum von interstellaren Abenteuern (Ein Mann vieler Welten)                 | The Man of a Trillion Worlds             | 23. März 2020        | 19. Apr. 2020                         | Ann Druyan    | Ann Druyan, Brannon Braga & André Bormanis |
| - |                                                                                  |                                          |                      |                                       |               |                                            |
| 20 | Die Suche nach intelligentem Leben (Suche nach intelligentem Leben auf der Erde) | The Search for Intelligent Life on Earth | 30. März 2020        | 26. Apr. 2020                         | Brannon Braga | Ann Druyan & Brannon Braga                 |
| - |                                                                                  |                                          |                      |                                       |               |                                            |
| 21 | Cassinis Opfer (Das Opfer von Cassini)                                           | The Sacrifice of Cassini                 | 30. März 2020        | 3. Mai 2020                           | Ann Druyan    | Ann Druyan & Brannon Braga                 |
| - |                                                                                  |                                          |                      |                                       |               |                                            |
| 22 | Magie ohne Lügen                                                                 | Magic Without Lies                       | 6. Apr. 2020         | 10. Mai 2020                          | Brannon Braga | Ann Druyan & Brannon Braga                 |
| - |                                                                                  |                                          |                      |                                       |               |                                            |
| 23 | Die Geschichte von zwei Atomen (Eine Geschichte von zwei Atomen)                 | A Tale of Two Atoms                      | 6. Apr. 2020         | 17. Mai 2020                          | Brannon Braga | Ann Druyan & Brannon Braga                 |
| - |                                                                                  |                                          |                      |                                       |               |                                            |
| 24 | Schatten der Vorfahren (Schatten vergessener Ahnen)                              | Shadows of Forgotten Ancestors           | 13. Apr. 2020        | 24. Mai 2020                          | Brannon Braga | Ann Druyan & Brannon Braga                 |
| - |                                                                                  |                                          |                      |                                       |               |                                            |
| 25 | Jugend im Anthropozän (Aufwachen im Anthropozän)                                 | Coming of Age in the Anthropocene        | 13. Apr. 2020        | 31. Mai 2020                          | Ann Druyan    | Ann Druyan & Brannon Braga                 |
| - |                                                                                  |                                          |                      |                                       |               |                                            |
| 26 | Die sieben neuen Weltwunder (Sieben Weltwunder der neuen Welt)                   | Seven Wonders of the New World           | 20. Apr. 2020        | 7. Juni 2020                          | Brannon Braga | Ann Druyan                                 |
| In dieser Folge wird über eine Zukunftsvision spekuliert: Eine Weltausstellung in New York im Jahr 2039 präsentiert neue Erfindungen. Das Baby aus der ersten Folge der zweiten Staffel ist nun eine junge Frau, die durch die Weltausstellung wandelt. |                                                                                  |                                          |                      |                                       |               |                                            |

## Auszeichnungen
Die Doku-Serie konnte bei den Critics’ Choice Television Awards 2014 den Award als beste Realityshow und Neil deGrasse Tyson den Award als bester Moderator einer Realityshow gewinnen. Außerdem wurde die Dokumentation für den Television Critics Association Award in der Kategorie Herausragende Leistung in News und Informationen nominiert. Bei der Primetime-Emmy-Verleihung 2014 ist Unser Kosmos: Die Reise geht weiter für zwölf Emmys nominiert, darunter befindet sich eine Nominierung als Outstanding Documentary Or Nonfiction Series.